# Анна (фильм, 2019)
«А́нна» (англ. Anna) — российско- французский шпионский экшн-триллер 2019 года режиссёра Люка Бессона. В главных ролях Саша Лусс, Хелен Миррен, Люк Эванс и Киллиан Мерфи.
Критики отмечают сходство сюжета фильма с известной картиной Бессона «Никита» о женщине-киллере, при этом сходятся во мнении о том, что «Анна» значительно уступает фильму 1990 года.

## Сюжет
1985 год. Москва. Агенты в штатском под руководством Васильева и при участии Ченкова начинают облаву на сеть агентов ЦРУ в столице СССР. По результатам операции в ЦРУ отправляют посылку с отрезанной женской головой.
1990 год. Девушке из Москвы предлагают работу в модельном агентстве Парижа. У нее на левой руке обнаруживают шрам от пореза. Она начинает успешную карьеру, знакомится с состоятельным соотечественником Олегом Филенковым и, узнав о его незаконном бизнесе, убивает его из пистолета Beretta 92 в номере отеля Le Meurice.
1987 год, Москва. Бедная девушка-наркоманка Анна Полятова (Саша Лусс) сожительствует со своим бойфрендом-наркоманом Петром (Александр Петров). В поисках выхода Анна решает завербоваться в ряды ВМФ СССР. Она открывает свой ноутбук, заходит на сайт советского ВМФ и начинает заполнять стандартную форму, ссылаясь на то, что в детстве училась в военной академии в Омске. Однако Пётр против и обещает лучшую жизнь. Он со своими дружками пытается ограбить банкомат, чему мешает внезапный приезд милиции. Вернувшаяся в квартиру Анна беседует с вербовщиком КГБ Алексом Ченковым (Люк Эванс), который предлагает ей послужить своей стране. Анна вначале режет себе запястье левой руки, но Алекс убеждает её не совершать суицид, заявив, что жизнь — это подарок и её нужно ценить. Алекс становится её другом и куратором.
1990 год. Агент ЦРУ Леонард Миллер в Париже допрашивает Анну по поводу смерти Филенко.
1988 год. Видный руководитель КГБ Ольга (без фамилии) читает дело Анны. В итоге Анна производит впечатление на Ольгу, цитируя по памяти Чехова (пьеса «Чайка»). На проверочном задании Анна устраивает бойню в ресторане, демонстрируя совершенное владение всеми видами оружия. Тем не менее, инструкторы КГБ находят ошибки в задании: Анна не проверила пистолет (который оказался не заряжен) и операция превысила лимит времени. Однако её берут на работу и предоставляют жилье на Домодедовской улице. Затем опять флешбек в 1990 год, к знакомству с Олегом, однако уже с параллельным показом операции КГБ.
Спустя годы работы на КГБ Анна начинает подумывать о свободе. Во время задания по устранению Фредерика её разоблачает ЦРУ. Анну задерживает спецназ ЦРУ, а Миллер вербует её на роль двойного агента, взамен на свободу через год и жизнь на Гавайях.
Новые хозяева заказывают убийство председателя КГБ Васильева, в отместку за потерю 9 своих агентов в 1985 году. Анна успешно справляется с заданием, однако ей приходится прорываться с боем, попутно убивая несколько десятков солдат. Завербовавший Анну агент ЦРУ подозревает, что она погибла. Тем не менее, спустя некоторое время он получает от Анны сообщение по пейджеру о встрече. В летнем кафе Анна собирает двух своих знакомых-любовников из соперничающих разведок, вручает им данные, украденные у обеих организаций и заявляет о желании завершить карьеру. После ухода в неё стреляет инструктор КГБ Ольга.
Финальная сцена показывает сговор Анны и Ольги. Последняя знала о готовящемся покушении на Васильева и желала занять его место. Она же и обеспечила Анне отход после убийства. В результате именно Ольга становится главой КГБ и стирает в базе данных личную карточку Анны, которая полностью выходит из игры. Фильм заканчивается тем, что смерть Анны инсценируется и та собирается начать новую жизнь.

## В ролях
- Саша Лусс — Анна Григорьевна Полятова[4]
- Хелен Миррен — Ольга, руководитель спецотдела КГБ
- Люк Эванс — Алекс Ченков, куратор КГБ
- Киллиан Мерфи — Леонард (Ленни) Миллер, начальник советского отдела ЦРУ
- Лера Абова — Мод
- Александр Петров — Пётр[5]
- Анна Криппа — Ника
- Никита Павленко — Влад
- Алексей Маслодудов — Джимми
- Эрик Гордон[англ.] — Васильев, Председатель КГБ
- Иван Франек — Моссан
- Эндрю Ховард — Олег Филенков
- Ян Оливер Шрёдер — Фредерик
- Михаил Сафронов — отец Анны
- Мария Лусс — мать Анны
- Эдуард Флёров — Моли
- Игорь Савочкин — напарник Алекса
- Сергей Жарков — сотрудник КГБ

## Производство
9 октября 2017 года было объявлено, что новый фильм Люка Бессона будет называться «Анна», и в нём сыграют Саша Лусс, Хелен Миррен, Люк Эванс и Киллиан Мерфи. Производством фильма занялась компания EuropaCorp, а дистрибьютором выступила студия Lionsgate.
Съёмки фильма начались в начале ноября 2017 года.

## Выход
В одном из интервью после выхода фильма Люк Бессон попросил прощения за ошибки изображения России.
«Это, пожалуй что, самый возмутительный фильм сезона, полный абсурдных анахронизмов и логических провалов, но не лишенный, впрочем, некоторого хулиганского обаяния», пишет российский рецензент.